# Petrellnuten
Petrellnuten är en bergstopp i Antarktis. Den ligger i Östantarktis. Norge gör anspråk på området. Toppen på Petrellnuten är 1 715 meter över havet, eller 114 meter över den omgivande terrängen. Bredden vid basen är 1,5 km.
Terrängen runt Petrellnuten är varierad. Trakten är obefolkad. Det finns inga samhällen i närheten.